# Taylor (Washington)
Taylor az Amerikai Egyesült Államok északnyugati részén, Washington állam King megyéjében elhelyezkedő kísértetváros.
A települést 1893-ban alapította a Denny Clay Company. A vállalat téglagyárát az itt bányászott szénnel fűtötték.
Taylor postahivatala 1904 és 1944 között működött.

## Fordítás
- Ez a szócikk részben vagy egészben  a   Taylor, Washington című angol Wikipédia-szócikk ezen változatának fordításán alapul.  Az eredeti cikk szerkesztőit annak laptörténete sorolja fel. Ez a jelzés csupán a megfogalmazás eredetét és a szerzői jogokat jelzi, nem szolgál a cikkben szereplő információk forrásmegjelöléseként.